# Brunon Kleszczyński
Brunon Kleszczyński (ur. 4 marca 1930 w Grabowcu w powiecie toruńskim, zm. 20 sierpnia 2011 we Wrocławiu) – inżynier poligraf, doktor nauk technicznych.
Były wieloletni dyrektor Prasowych Zakładów Graficznych RSW Prasa-Książka-Ruch we Wrocławiu (odznaczony Krzyżem Kawalerskim Orderu Odrodzenia Polski), wykładowca i organizator szkolnictwa poligraficznego (m.in. inicjator i współzałożyciel wrocławskiego technikum poligraficznego), rzeczoznawca. W roku 1981 odszedł z drukarni prasowej RSW i założył pierwszą we Wrocławiu prywatną drukarnię "Gryf" przy ulicy Białoskórniczej.
Członek Bractwa Kawalerów Gutenberga, honorowy prezes sekcji poligrafów SIMP.
Pochowany został na cmentarzu Grabiszyńskim.